# Іван Несвизький
Іван Несвизький (Несвицький, Несвіжський) (*д/н — після 1410) — політичний та військовий діяч часів Великого князівства Литовського.

## Життєпис
Походив з занепалого роду Несвицьких (або Несвизьких) з Поділля. Про його батьків відсутні достеменні відомості. Вперше згадується разом з братом Григорієм, коли 26 квітня 1387 року в Лєнчиці (королівство Польща) як васал Дмитра-Корибута Ольгердовича, князя Новоград-Лиоовського і Сіверського, поручився за вірність свого сюзерена перед королем Владиславом Янайлом та королевою Ядвігою. Того ж року 12 жовтня у Луцьку Іван Несвизький разом з іншими поручився перед королем Польщі за боярина Олехну (Олександра) Дмитровича, луцького старосту. 1388 року підписав ще одну подібну грамоту.
З 1400 року входив у почту великого князя Вітовта, що дозволило відновити власні володіння. 1403 року засвідчив грамоту Вітовта, в якій той обіцяв не миритися з тевтонським орденом без згоди короля Владислава Ягайли. При цьому ім'я Івана Незвизького стояла серед найвпливовіших князів, що на думку дослідника С.Келембета, свідчить про піднесення статуса князя. В цей період Іван Несвизький разом збратом відновив родинні володіння, що включали князівства Вінницьке та Божське. також почали придбання в колишньому Перемишлянському князівстві.
Остання письмова згадка про Івана Несвизького (вже згаданий як Несвицький) відноситься до 9 березня 1410 року, де він бра участь у розмежування володінь на Теребовлянщини. Ймовірно загинув в Грюнвальдській битві або дещо пізніше.

## Родина
- син Іван, що перебував у шлюбі з Ярохною Бібельською. Засновник роду Несвицьких-Передільницьких.